# جون سميولديرس
جون سميولديرس (بالإنجليزية: John Smeulders)‏ هو لاعب كرة قدم بريطاني في مركز حراسة المرمى، ولد في 28 مارس 1957 في Metropolitan Borough of Hackney ‏ في المملكة المتحدة. شارك مع منتخب إنجلترا تحت 18 سنة لكرة القدم. أما مع النوادي، فقد لعب مع نادي برينتفورد ونادي بورنموث ونادي بول تاون ونادي بيتربورو يونايتد ونادي توركي يونايتد ونادي فارم تاون ونادي فارنبوروه ونادي ليتون أورينت ونادي ويموث.